# Émile-Maurice Hermès
Pour les articles homonymes, voir Hermès (homonymie).
Émile-Maurice Hermès, né le 18 décembre 1871 à Paris et mort le 11 septembre 1951 dans la même ville
, est un chef d'entreprise français.

## Biographie
Fils de Charles-Émile Hermès et de sa femme Aline Fanny Le Pavec, il est, en tant que président de la société Hermès, à l'origine du développement de la marque en dehors de l'univers équestre et de l'introduction de la fermeture Éclair en France.
Avant de devenir l'unique propriétaire de la maison Hermès en 1919, il commence comme employé de son père en 1886. En 1903, il est chef de la maison Hermès Frères aux côtés de son frère Paul Émile Adolphe.
Il est commissaire de la section équestre de l'Exposition universelle de 1900 de Paris et s'implique à divers degrés dans les expositions universelles du début du siècle au titre de la section française, comme membre de jury, secrétaire-trésorier ou attributaire de grand prix ou hors concours.  
En 1923, il apparaît domicilié 16, place de Laborde (renommée 12 place Henri-Bergson en 1946), dans un immeuble qu'il ne quitte pas jusqu'à sa mort.
En 1932, il a procédé à une liquidation judiciaire.
Le photographe Roger Schall le montre devant une devanture de l'un des magasins à l'enseigne Hermès en 1939.
Le musée Hermès est installé dans son cabinet de travail devenu cabinet de curiosités dans lequel il conservait entre autres un dessin d'Alfred de Dreux dont est issu le logo contemporain de la marque Hermès.

## Famille
Il épouse le 27 octobre 1900 à Paris 12e, Julie Hollande (22 octobre 1878-1961), fille de Jules Hubert Hollande et d'Augustine Julie Charlotte Amélie Kriegelstein. Ils ont quatre filles : 
- Yvonne Hermès (30 juillet 1901-30 mars 1996), mariée avec Francis Puech; ils ont quatre filles et deux fils (Bertrand et Nicolas Puech) ;
- Jacqueline Hermès (1903-1970), mariée le 28 février 1928 avec Robert Dumas (10 novembre 1898-1978), fils de Frédéric Charles Dumas (1848-1933) et de Marthe Casalis (1859-1947) ; ils ont cinq fils (dont Jean-Louis Dumas et Philippe Dumas) et une fille ;
- Simone Hermès (1905-1923) ;
- Aline Georgette Hermès (8 décembre 1907-8 décembre 2006), mariée le 18 juillet 1929 avec le parfumeur Jean René Guerrand (1905-1993).

Au XXIe siècle, la famille Hermès est issue de ces trois banches : Dumas, Puech et Guerrand-Hermès.

## Distinctions
En 1923, il choisit comme parrain Alfred Belvallette, constructeur de voitures hippomobiles, lors de la remise de ses insignes de chevalier de la Légion d'honneur.
- Officier de la Légion d'honneur (3 février 1950)[2]
- Officier du Nichan Iftikhar[2]
- Médaille de sauvetage (1891)

## Références

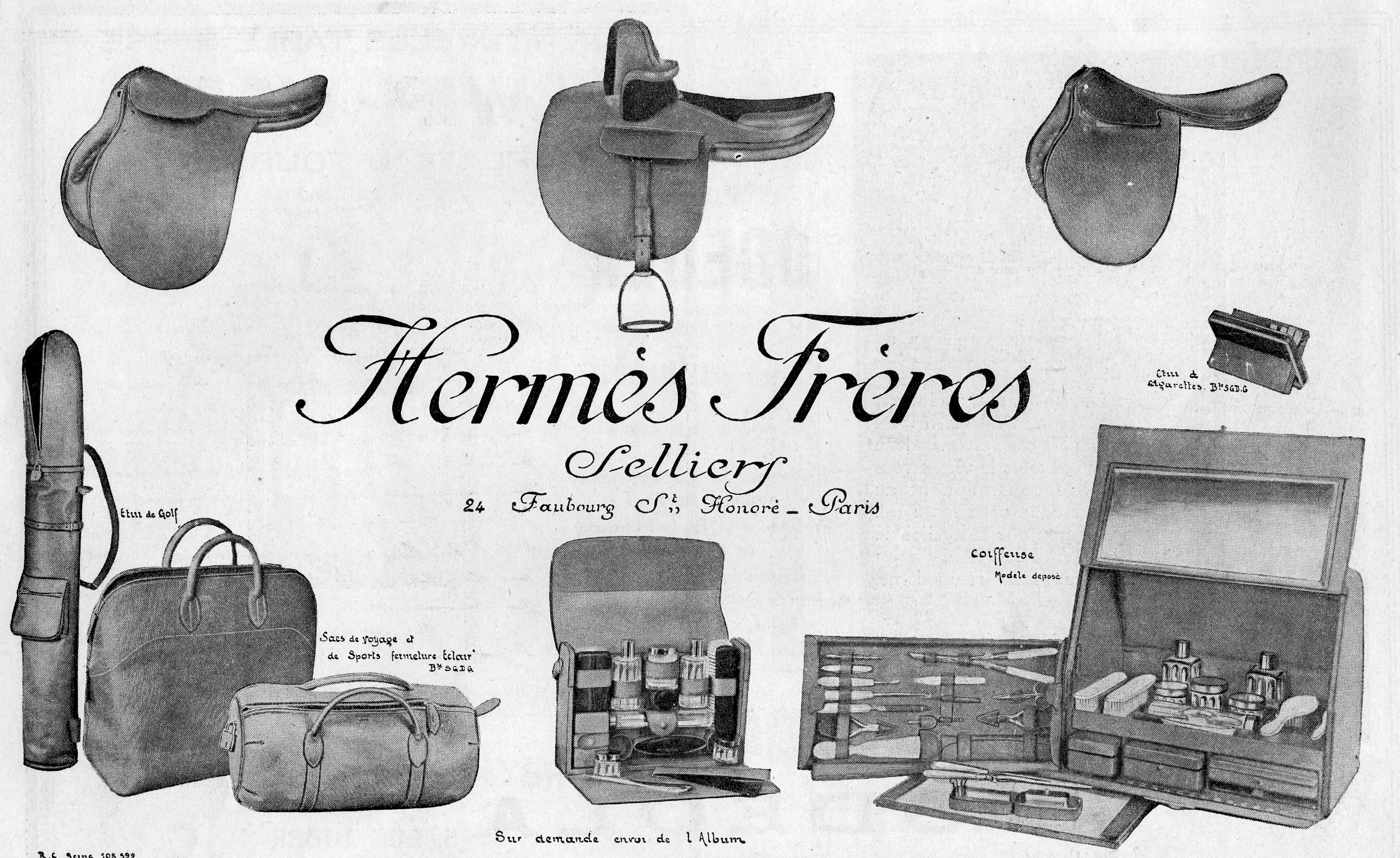
Réclame pour la maroquinerie Hermès en 1923.

### Source
- Yann Kerlau, « Les fondateurs : Thierry (1801-1878), Charles-Émile (1831-1917) et Émile (1871-1951) », Cairn info, vol. Les dynasties du luxe - Perrin,‎ 2016, p. 293-304 (lire en ligne, consulté le 19 novembre 2022).